# Monachoides
Monachoides är ett släkte av snäckor som beskrevs av Gerard Kalshoven Gude och B.B. Woodward 1921. Monachoides ingår i familjen hedsnäckor.
Släktet innehåller bara arten Monachoides incarnatus.

## Bildgalleri

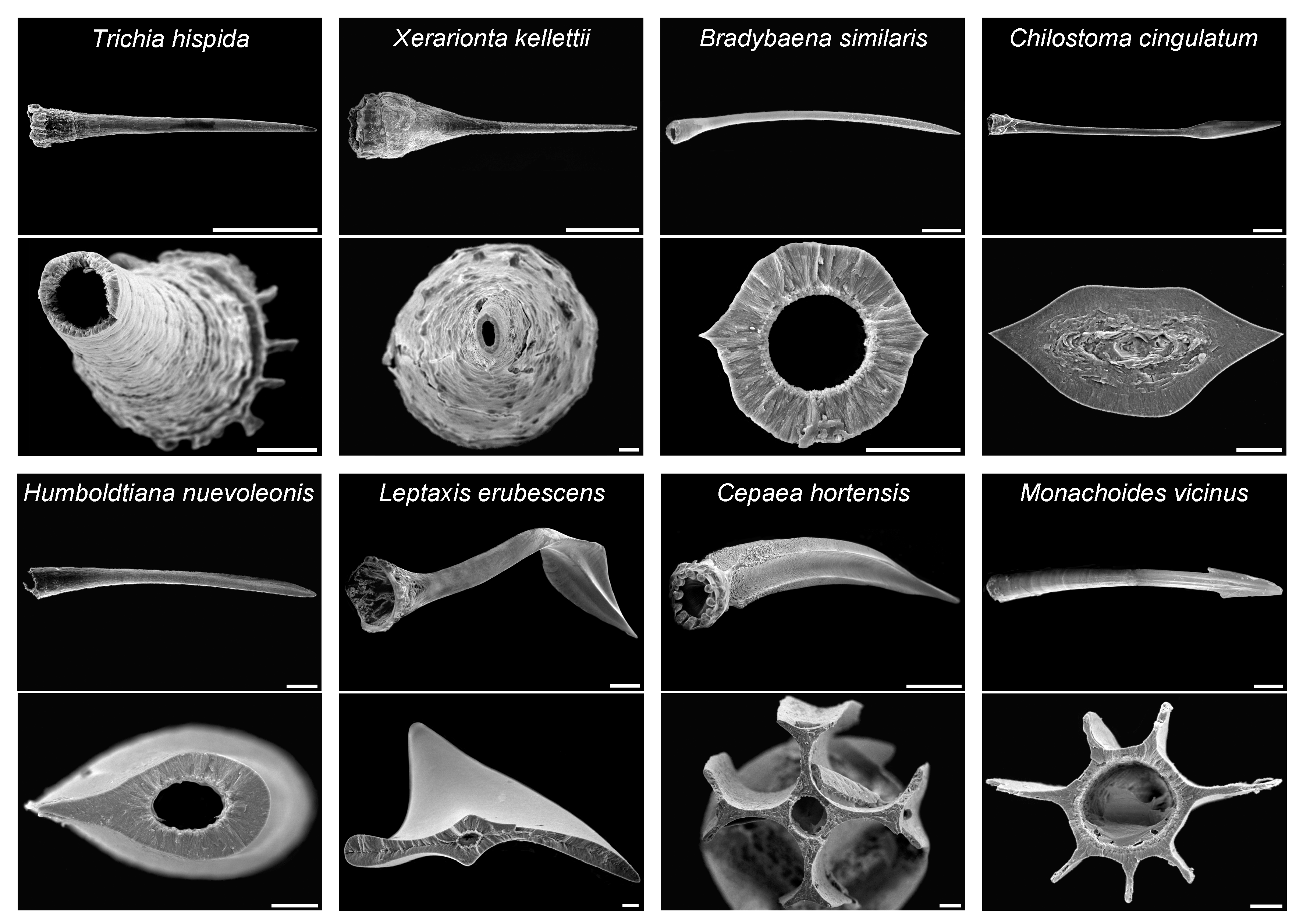
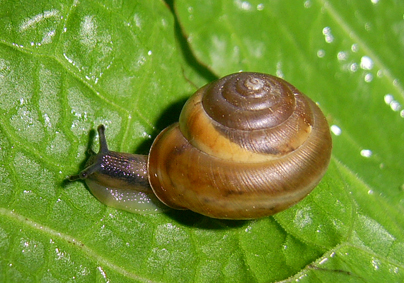
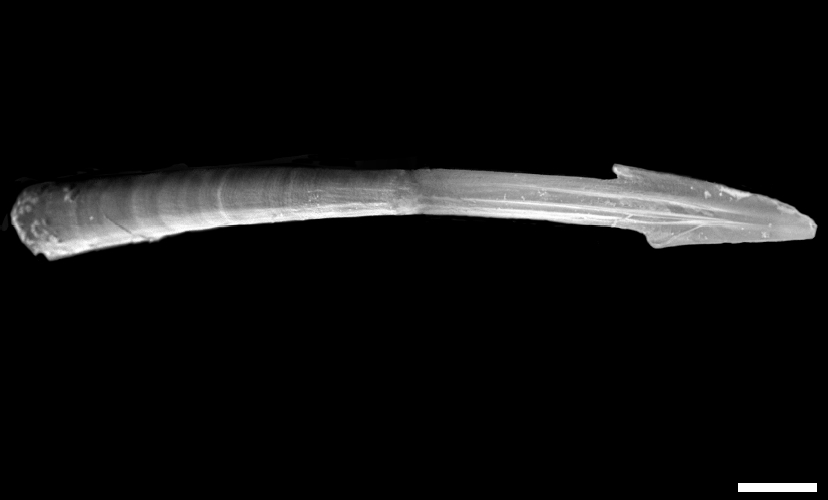
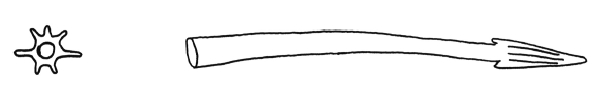
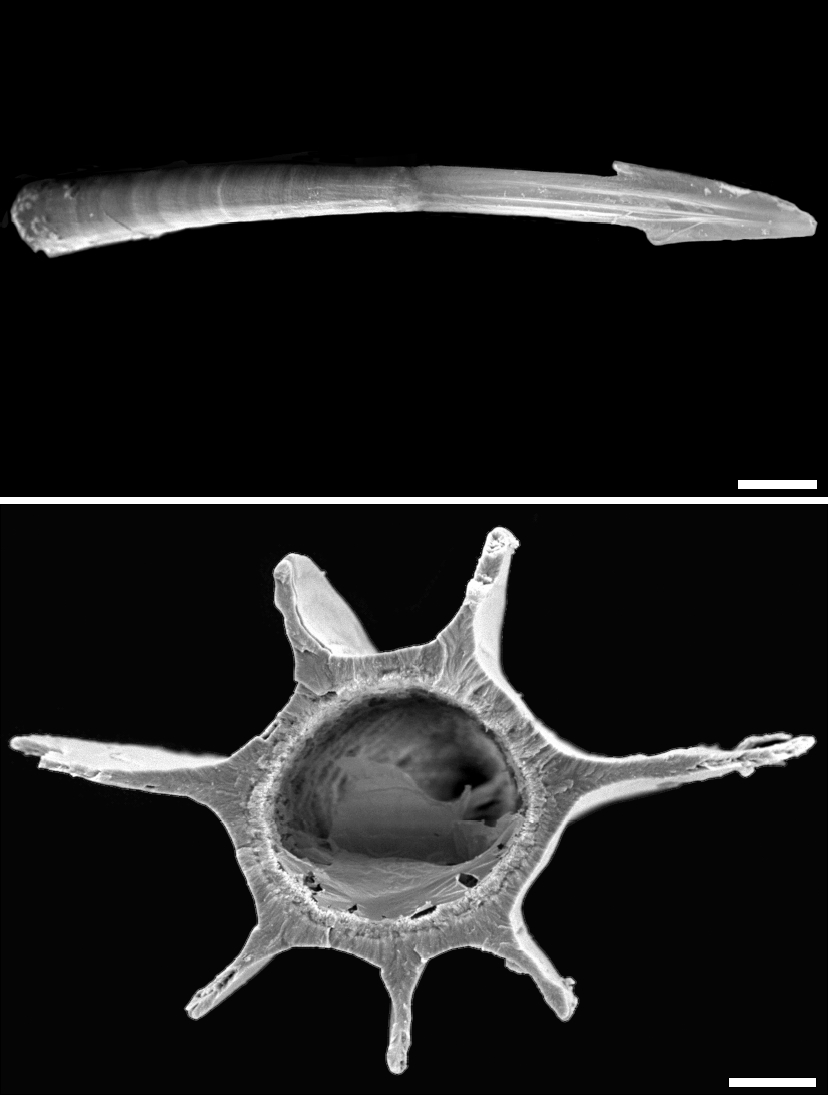